# Bogenbrücke von Saporischschja
Die Bogenbrücke von Saporischschja (ukrainisch Арковий міст у Запоріжжі) ist eine Straßenbrücke über den Staryj Dnipro (Alter Dnipro) genannten westlichen Seitenarm des Dnipro (deutsch meist Dnepr genannt) in Saporischschja im gleichnamigen ukrainischen Oblast, die den Stadtteil Dnipro am rechten, westlichen Ufer des Stroms mit der Insel Chortyzja verbindet.

## Lage

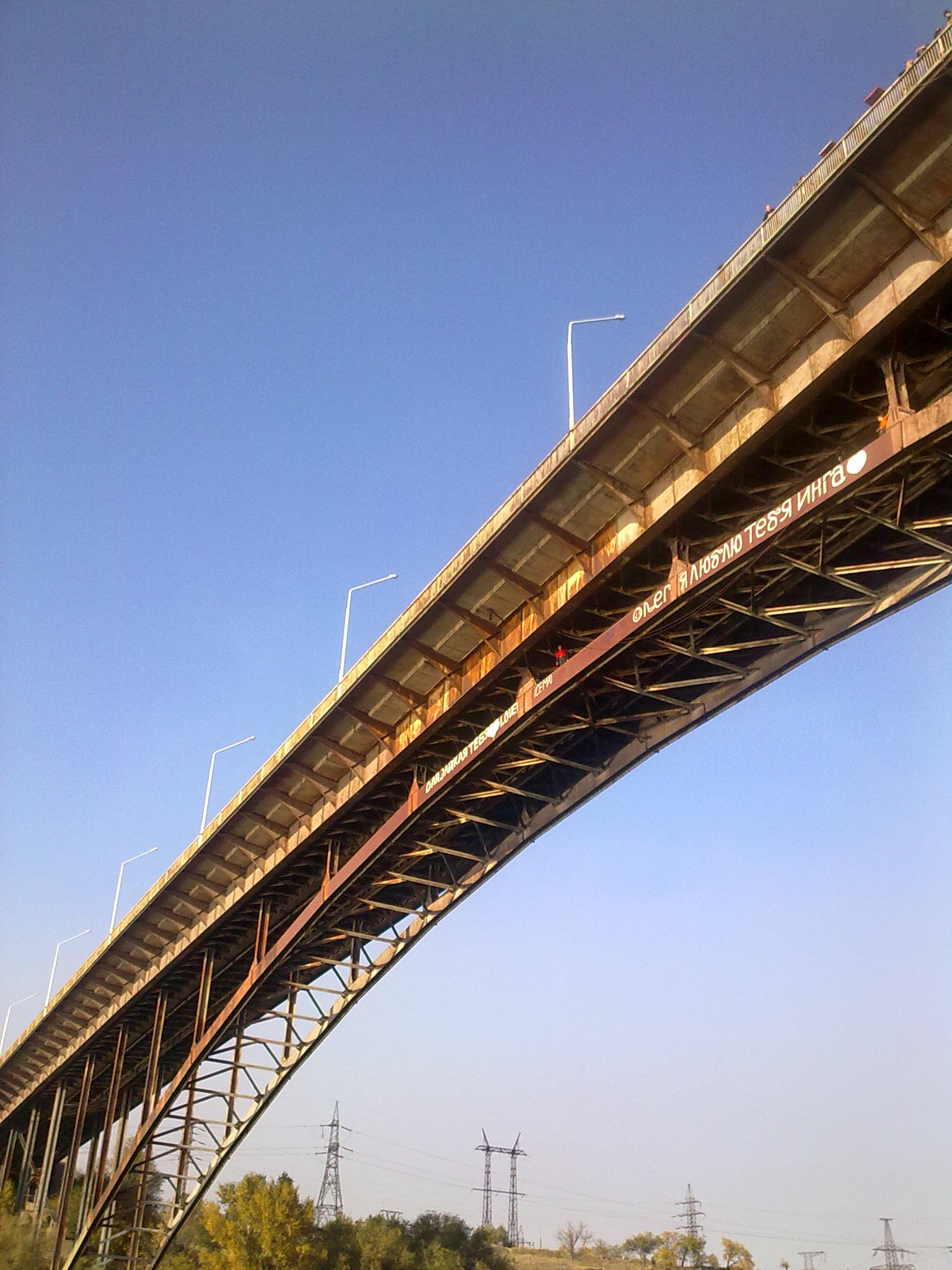

Die Brücke steht rund 2 km unterhalb der 1932 in der damaligen Sowjetunion fertiggestellten DniproHES-Staumauer und etwa 800 m unterhalb des Masttripels von Saporischschja, einer 74,5 m hohen Freileitungskreuzung. Die beiden Preobraschenski-Brücken stehen weiter südlich.

## Beschreibung
Die vierspurige stählerne Bogenbrücke ist 320 m lang, 20 m breit und überquert den Strom in 40 m Höhe. Sie hat eine 14 m breite Fahrbahn und beidseits 2,25 m breite Gehwege. Mit einer Stützweite von 196 m war sie die größte Bogenbrücke der Ukraine.
Ihr Bogen besteht aus zwei Stahlträgern, die mit einem K-Verband verbunden und versteift sind. Auf den Bogenrippen sind vier ebenfalls durch K-Verbände verbundene Längsträger aufgeständert, die den weit auskragenden Fahrbahnträger unterstützen.